# 오스트랄로피테쿠스 아나멘시스
오스트랄로피테쿠스 아나멘시스(Australopithecus anamensis)는 1995년 'M. Leakey' 박사가 케냐의 투르카나 호수에서 발굴된 인류이다. 오스트랄로피테쿠스 라미두스(혹은 아르디피테쿠스 라미두스)와 오스트랄로피테쿠스 아파렌시스의 중간 종에 해당한다. 이 종은 420만~370만년 전 플리오세에 살았을 것으로 추정된다.

## 같이 보기
- 화석 인류